# Dean Flynn
Pour les articles homonymes, voir Flynn.
Dean Flynn, né le 21 mars 1981 à New York, est un acteur pornographique gay américain, actif de 2006 à 2012. En 2009, il remporte un Grabbys Awards.

## Biographie
Il travaille pour les studios de production Titan Media, où il joue dans des réalisations de Brian Mills, Joe Gage et Bruce Cam.

## Filmographie partielle
- 2006 : Gunnery Sgt. McCool
- 2007 : Shacked
- 2007 : Spy Quest 3
- 2007 : Command Post
- 2007 : Fear
- 2007 : Breakers
- 2007 :  Barnstorm
- 2007 : Campus Pizza
- 2007 : The Road to Redneck Hollow
- 2008 : Double Standard
- 2008 : Copperhead Canyon
- 2008 : Warehouse
- 2008 : Chainsaw
- 2008 : Folsom Undercover
- 2008 :  Funhouse
- 2008 : Overdrive
- 2009 : Folsom Flesh
- 2009 : Battle Creek Breakdown
- 2009 : Eye Contact
- 2009 : Bad Conduct
- 2009 : Folsom Maneuvers
- 2009 : Search and Rescue
- 2010 : Distraction
- 2010 : Toolbox
- 2010 : Slick Dogs
- 2010 : Dust Devils
- 2010 : Hellions
- 2011 : Daddy Meat
- 2011 : Marco Blaze : Thick and Uncut
- 2012 : Malpractice